# All for Love (piosenka)
All for Love – piosenka z 1993 roku napisana przez Bryana Adamsa, Roberta „Mutta” Lange’a i Michaela Kamena, która znalazła się na ścieżce dźwiękowej do filmu Trzej muszkieterowie. Utwór nagrany został przez Bryana Adamsa, Roda Stewarta i Stinga. 16 listopada 1993 roku piosenka wydana została w Stanach Zjednoczonych jako singiel CD.
W styczniu 1994 roku „All for Love” zajęło 1. miejsce na amerykańskiej liście „Billboard” Hot 100. Utwór znalazł się także na szczycie zestawień w Niemczech, Austrii, Szwajcarii, Szwecji, Norwegii i Australii.
W grudniu 2007 roku szwedzkie trio E.M.D. wydało cover piosenki „All for Love”, który trafił na ich debiutancki singiel. Na szwedzkim zestawieniu Sverigetopplistan wydawnictwo dotarło na pozycję 1., gdzie pozostawało nieprzerwanie przez sześć tygodni.